# Watara Supervision
La Watara Supervision es la consola de mano con más versiones conocidas, pues se han documentado 11 variaciones, aunque se pueden resumir en tres formas diferentes con variaciones en la forma de los botones, carcasas y pequeños detalles:
- El modelo inicial, con un aspecto muy similar al de la Gameboy
- El modelo de pantalla inclinable (9205), con un cuello' que permite regular la inclinación y en algunos modelos unas patitas
- El tercer modelo (9600) que recupera la disposición del primero, pero con formas más redondeadas, un D-Pad mucho más cómodo y forma ondulada en la parte inferior.

Quitando los cambios en la carcasa y la disposición de conectores y teclas, el resto del hardware es idéntico, y todas usan el mismo slot de cartucho. Se comercializó entre 1992 y 1996.
- Watara Supervision: vendida en Estados Unidos, Canadá, Colombia, España, Italia y México.
- Quickshot Supervision: vendida en el Reino Unido por la conocida marca de joysticks. Modelo QS-800
- Hartung Supervision: vendida en Alemania y Holanda. Modelo SV-100.
- Tai-Kerr Boy: vendida en Hong Kong y China por Tai-Kerr Trading Co. Única variante que no presenta la marca Supervision.
- Audio Sonic Supervision: vendida en Italia, Francia y otros países europeos. Hay dos modelos conocidos. La GB-2000 tiene el aspecto de una Gameboy y la GB-1000 tiene el aspecto de la Watara, pero sin el nombre en la esquina inferior izquierda de la pantalla.
- Vini Supervision: vendida en Dinamarca y distribuida por Vini Spil (Vini Games). También se comercializaron los dos modelos (el inclinable com el modelo #9205).
- Videojet Supervision: vendido en Francia. Como la Magnum Supervision solo cambiando los nombres.
- Magnum Supervision: vendida en Estados Unidos y Europa por Magnum International. Mismo aspecto que la Videojet Supervision en tres colores diferentes de carcasa : Gris, Amarillo y Verde.
- Electrolab Supervision: vendida en Argentina por la marca Electrolab, especializada en clones de 8 y 16bits.
- "sinmarca?" Supervision: Brian Gauze encontró una en Berlín. Es un modelo #9205 pero con patitas traseras

## Marketing
Para mantener los costes bajos, Watara cedió la comercialización y distribución internacional a terceros, lo que llevó a varias versiones, entre ellas QuickShot Supervision, Travell Mate, Hartung SV-100 y Electrolab en Argentina, bajo dos modelos diferentes: la Supervisión (con diseño que se asemeja a Game Boy de Nintendo) y el Hipervision. En Taiwán, fue lanzado como el 泰 可 BOY (Tiger Boy). La versión QuickShot se diferencia del formato original de Watara al dividir el cuerpo de la consola en dos partes, lo que permite inclinar la pantalla en relación con la sección de control. Esta versión también fue la versión inicial en Norteamérica, aunque sin la marca QuickShot.

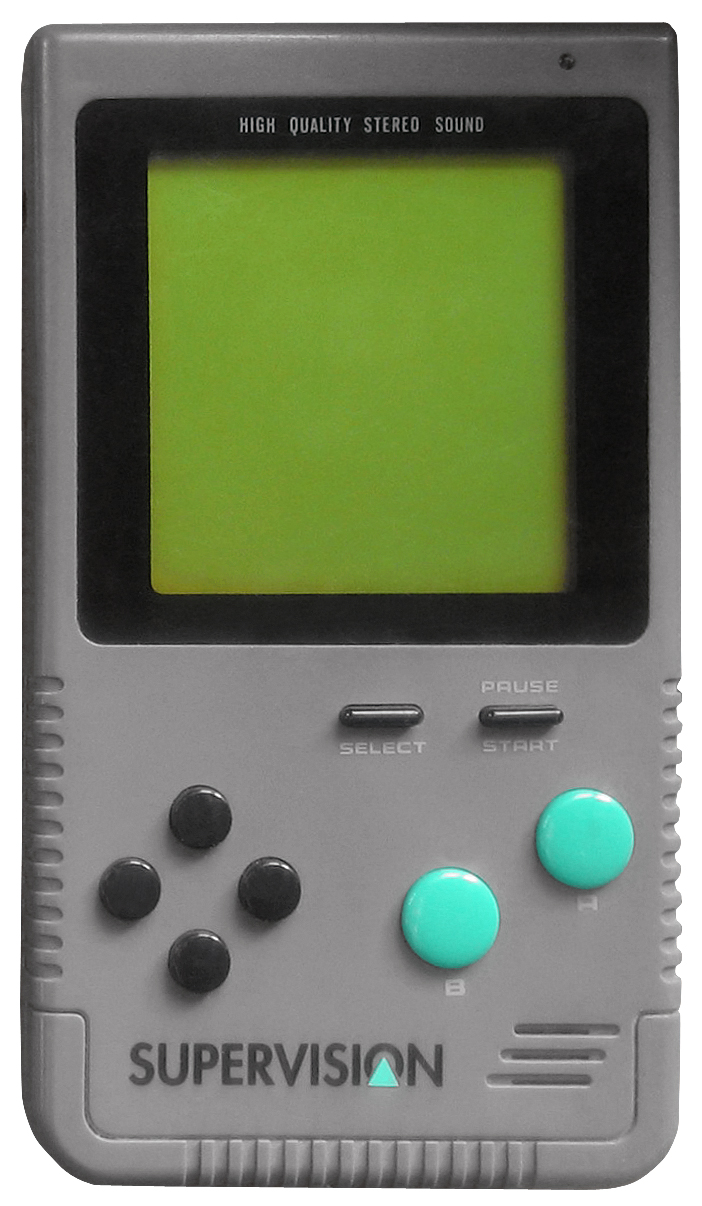
The Supervision model released without the tilting screen.

A mediados de la década de 1990, la Supervisión se ofreció una vez como un premio final en el programa de televisión Legends of the Hidden Temple (así como Masters of the Maze). También se ofreció como premio en el estreno de The New Price is Right en 1994.

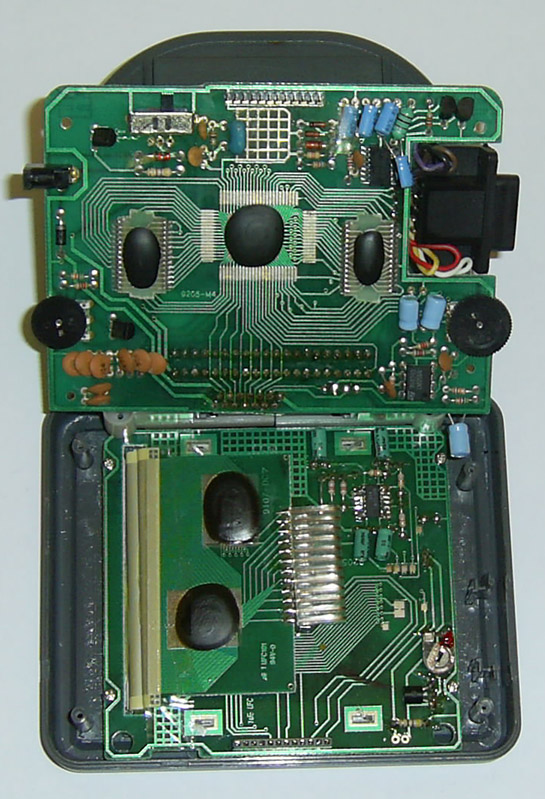
Con la placa secundaria desplegada.

 La versión de Quickshot en el Reino Unido de la Supervisión se presentó durante un tiempo en el programa de juegos de ITV, Bad Influence!  La presentadora Violet Berlin se pudo ver jugando a la Supervisión en muchas de las fotos publicitarias del programa.

## Detalles Técnicos
- CPU M65C02 a 4 MHz
- Pantalla de 61 x 61 mm (2.37 x 2.37 pulgadas), y 160 x 160 píxeles en 4 niveles de gris (160 x 144 en la Gameboy)
- Alimentación 4 pilas AA o un alimentador externo 6V DC, compatible con la de la Gameboy. Interruptor de Power.
- Ajuste de contraste
- D-pad + 2 botones de juego (A y B)
- Botones Select yStart
- Altavoz interno de sonido y toma jack de auriculares stereo
- Control de volumen
- Conector de comunicaciones DE-9 entre dos consolas para juegos de dos jugadores. No es compatible ni con el puerto de la Gameboy ni con otras consolas como la Mega Duck o la Cougar Boy que usan el mismo conector, pero con patillaje incompatible.

## Accesorios
- Funda Supervision
- TV Link : permite conectar la consola a un televisor y visualiza los juegos en cuatro colores. Utiliza para ello un cable que se aloja en el conector de cartuchos de la consola

Gratis

## Lista de juegos

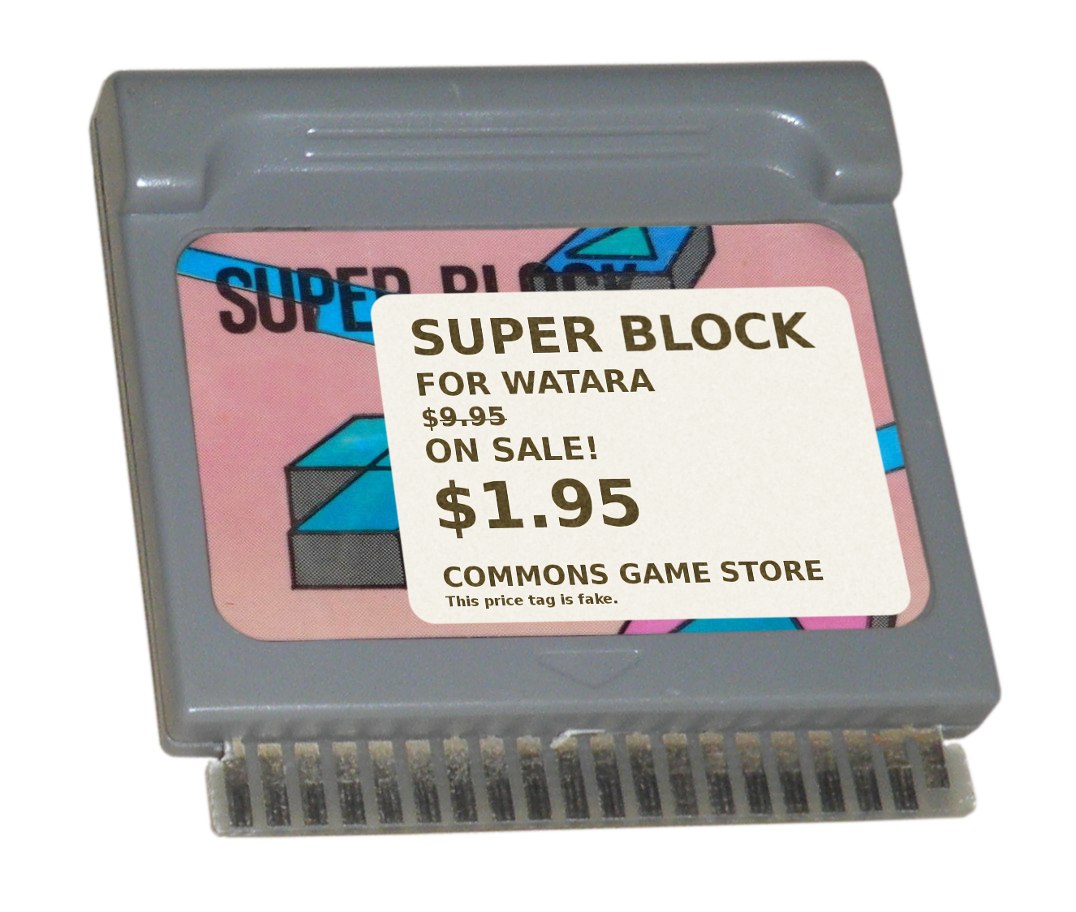
Watara Supervision cartridge

### Títulos principales
| #  | Title                       | Developer(s)            | Release year |
| -- | --------------------------- | ----------------------- | ------------ |
| 1  | Alien                       | Watara                  | 1992         |
| 2  | Balloon Fight               | Thin Chen Enterprise    | 1992         |
| 3  | Block Buster                | Watara                  | 1992         |
| 4  | Brain Power                 | Watara                  | 1992         |
| 5  | Bubble World                | Bon Treasure            | 1992         |
| 6  | Carrier                     | Watara                  | 1992         |
| 7  | Cave Wonders                | Bon Treasure            | 1992         |
| 8  | Challenger Tank             | Watara                  | 1992         |
| 9  | Chimera                     | Watara                  | 1992         |
| 10 | Chinese Checkers            | Sachen                  | 1992         |
| 11 | Classic Casino              | Bon Treasure            | 1993         |
| 12 | Climber                     | Bon Treasure            | 1992         |
| 13 | Crystball                   | Watara                  | 1992         |
| 14 | Dancing Block               | Thin Chen Enterprise    | 1992         |
| 15 | Delta Hero                  | Bon Treasure            | 1992         |
| 16 | Devil Paradise              | Watara                  | 1992         |
| 17 | Dream World                 | Bon Treasure            | 1992         |
| 18 | Eagle Plan                  | GTC                     | 1991         |
| 19 | Earth Defender              | Bon Treasure            | 1992         |
| 20 | Fatal Craft                 | Bon Treasure            | 1992         |
| 21 | Final Combat                | Thin Chen Enterprise    | 1992         |
| 22 | Galactic Crusader           | Sachen                  | 1992         |
| 23 | Galaxy Fighter              | Thin Chen Enterprise    | 1992         |
| 24 | Grand Prix                  | Bon Treasure            | 1992         |
| 25 | Happy Pairs                 | Sachen                  | 1992         |
| 26 | Happy Race                  | Sachen                  | 1992         |
| 27 | Hash Block                  | GTC                     | 1992         |
| 28 | Hero Hawk                   | Thin Chen Enterprise    | 1992         |
| 29 | Hero Kid                    | Watara                  | 1992         |
| 30 | Honey Bee                   | Bon Treasure            | 1992         |
| 31 | Jacky Lucky                 | Bon Treasure            | 1992         |
| 32 | Jade Legend                 | Watara                  | 1992         |
| 33 | Jaguar Bomber               | Bon Treasure            | 1992         |
| 34 | John Adventure              | Sachen                  | 1992         |
| 35 | Journey to the West         | Watara                  | 1992         |
| 36 | Juggler                     | Bon Treasure            | 1992         |
| 37 | Kabi-Island: Gold in Island | Thin Chen Enterprise    | 1992         |
| 38 | Kitchen War                 | Bon Treasure            | 1992         |
| 39 | Kung-Fu Street              | Thin Chen Enterprise    | 1993         |
| 40 | Linear Racing               | Watara                  | 1992         |
| 41 | Ma Jong                     | Watara                  | 1992         |
| 42 | Magincross                  | Thin Chen Enterprise    | 1992         |
| 43 | Matta Blatta                | B.I.T.S.                | 1992         |
| 44 | Olympic Trials              | Divide By Zero/B.I.T.S. | 1992         |
| 45 | P-52 Sea Battle             | Watara                  | 1992         |
| 46 | Pacboy & Mouse              | Watara                  | 1992         |
| 47 | Pacific Battle              | Bon Treasure            | 1992         |
| 48 | Penguin Hideout             | Thin Chen Enterprise    | 1992         |
| 49 | Police Bust                 | Bon Treasure            | 1992         |
| 50 | PoPo Team                   | Sachen                  | 1992         |
| 51 | Pyramid                     | Thin Chen Enterprise    | 1992         |
| 52 | Recycle Design              | Bon Treasure            | 1992         |
| 53 | Scaffolder                  | Bon Treasure            | 1992         |
| 54 | Soccer Champion             | Watara                  | 1992         |
| 55 | Sonny Xpress!               | Watara                  | 1992         |
| 56 | Space Fighter               | Bon Treasure            | 1992         |
| 57 | Sssnake                     | B.I.T.S.                | 1992         |
| 58 | Super Block                 | Bon Treasure            | 1992         |
| 59 | Super Pang                  | Sachen                  | 1992         |
| 60 | Super Kong                  | Thin Chen Enterprise    | 1992         |
| 61 | Tasac 2010                  | Thin Chen Enterprise    | 1992         |
| 62 | Tennis Pro '92              | B.I.T.S.                | 1992         |
| 63 | Thunder Shooting            | Thin Chen Enterprise    | 1992         |
| 64 | Treasure Hunter             | Bon Treasure            | 1992         |
| 65 | Untouchable                 | Bon Treasure            | 1992         |
| 66 | Witty Cat                   | Bon Treasure            | 1992         |

### Títulos multicard
- Block Buster/Cross High [2-in-1] (1992)
- Hash Block/Eagle Plan [2-in-1] (1992; desarrollado por Bon Treasure)
- Hash Block/Jacky Lucky/Challenger Tank/Brain Power [4-in-1] (1992)

## Preservación
Al igual que muchas consolas, la Supervisión de Watara ha vivido a través de la emulation (ver MESS). Good Tools de Cowering incluye una herramienta llamada GoodSV, que cataloga 69 juegos de supervisión a partir de la versión 3.27.